# Сералунга д'Алба
Сералу̀нга д'А̀лба (на италиански: Serralunga d'Alba; на пиемонтски: Serralonga d'Alba, Сералонга д'Алба) е село и община в Северна Италия, провинция Кунео, регион Пиемонт. Разположено е на 414 m надморска височина. Населението на общината е 535 души (към 2010 г.).